# Новодубровне
Новодубро́вне (каз. Новодубровное) — село у складі Мамлютського району Північноказахстанської області Казахстану. Входить до складу Дубровинського сільського округу.
Населення — 163 особи (2021; 234 у 2009, 372 у 1999, 362 у 1989).
Національний склад станом на 1989 рік:
- росіяни — 55 %.